# Ramon Barrera Banús
Ramon Barrera Banús (Reus, segle XX) va ser un esportista català.
Vinculat des de petit amb el Club Natació Reus Ploms, va dedicar-se a la divulgació de la natació col·laborant sobretot a partir de 1932 a les colònies infantils que l'ajuntament de Reus organitzava a la platja de Salou, coordinades pels metges reusencs Alexandre Frías, Joan Domènech Mas i Pere Barrufet. En aquest període era monitor de natació infantil. En la postguerra, el 1939, era passant de notari, i va ser president dels Ploms, càrrec que va mantenir fins al 1956. Durant el seu mandat va reorganitzar les instal·lacions del club i va adquirir el 1950 el Palau Bofarull, un edifici setcentista reusenc situat al carrer de Llovera com a estatge social de l'entitat. Els "Ploms" es van quedar la part central de l'edifici i una part dels baixos, i la resta de la planta baixa del carrer de Llovera la van comprar els botiguers que hi havia instal·lats. L'entitat va conservar el Palau en la part essencial però va fer modificacions a la part posterior per construir-hi dues sales de ball, després convertides en discoteca i bingo. Pel seu càrrec de president dels Ploms, va ser regidor de cultura i esports amb l'alcalde franquista Pere Miralles, amb el qual va treballar per propiciar la reobertura de l'entitat Centre de Lectura, tancada al finalitzar la guerra civil. Anys després va ocupar la regidoria de Beneficència, des d'on va reorganitzar alguns serveis a l'hospital de Sant Joan.
El Club Natació Reus Ploms organitza des de l'any 1983 un concurs infantil de Natació on dona el Trofeu Ramon Barrera, en homenatge al seu antic president.